# 黃體仁
黃體仁（1546年—？），字長卿，號穀城，南直隶松江府上海县川沙城人，明朝政治人物。

## 生平
嘉靖乙丑（1565年）正月初三日生，上海县学生，北監读书，万历二十二年（1594年）甲午科順天鄉試二十五名舉人，三十二年（1604年）甲辰科二甲三十二名進士，大理寺觀政，授刑部主事，三十三年奉敕往江北审决。歴陕西司员外、福建司郎中，三十七年出知登州府，罢坊市杂税，脱建文朝忠臣子孙戍籍。四十一年任山东兖東道副使，值岁荒，福王之藩河南，体仁請革迎謁供输诸费，民德之，当路不悦，罢归。

## 著作
里居，撰《续上海志》，田賦诸篇稱最詳赅。另有《四然斋文集》。

## 家族
父黄一岳，字子鍾，萬曆元年癸酉舉人，官祁陽縣訓導，並署祁陽縣知縣。